# Прибєга Леонід Володимирович
Леоні́д Володи́мирович Прибє́га (нар. 8 березня 1944, с. Лука-Мелешківська, Вінницької області) — радянський і український архітектор-реставратор, кандидат архітектури, професор (1993). Проректор та завідувач кафедри теорії, історії архітектури та синтезу мистецтв Національної академії образотворчого мистецтва і архітектури (з 2004), лауреат Державної премії України в галузі архітектури (2002), Заслужений працівник культури України. Входить до складу наглядової ради Національного Києво-Печерського історико-культурного заповідника (2012), входив до складу комісії з питань відтворення видатних пам'яток історії та культури при Президентові України (2001). Дійсний член Української академії архітектури. Член Національної спілки архітекторів України, почесний президент Українського комітету Міжнародної ради з питань пам'яток і визначних місць ICOMOS.

## Біографія
Леонід народився 8 березня 1944 року в с. Лука-Мелешківська. У 1962 році закінчив Вінницький будівельний технікум, а через 11 років — Київський державний художній інституту (факультет архітектури).
З 1973 по 1977 рік працював в архітектурно-реставраційної майстерні Республіканського виробничого управління Українського товариства охорони пам'яток історії та культури. З 1979 по 1989 рік працював деканом архітектурного факультету в Українській академії архітектури. З 1990 року отримав вчене звання доцента, а з 1994 звання професора. З 1993 року працює проректором з наукової роботи.

## Публікації

### Книги
- Пам'яткознавство: правова охорона культурних надбань. Збірник документів. Автор проекту і вступної статті Л. В. Прибєга. Упорядники: Л. В. Прибєга, М. М. Яковина, С. В. Оляніна, О. М. Міщенко (2009);
- Охорона та реставрація об'єктів архітектурно-містобудівної спадщини України: методологічний аспект: монографія / Центр пам'яткознавства НАН України і Українського товариства охорони пам'яток історії та культури; Національна академія образотворчого мистецтва і архітектури. — К. : Мистецтво, 2009. — 304 с. — ISBN 978-966-577-019-0 (2009)[6];
- Архітектурні перлини України. Замки та фортеці (2007);
- Дерев'яні храми Українських Карпат. ISBN 966-575-028-3. (2007);
- Храми України: альбом / [Вступ. ст., комент. та упоряд.: Л. Прибєга; Перед. сл.: П. А. Загребельний]. — К. : Мистецтво, 2004. — 295 с. : іл. — Текст парал.: укр., англ. — Бібліогр.: с. 293—295. — ISBN 966-577-092-6 (2004)[7];
- Методика охорони та реставрації пам'яток народного зодчества України (1997);
- Кам'яне зодчество України. Охорона і реставрація (1993);
- Народне зодчество України. Охорона і реставрація (1987).

### Статті
- Коментар до Рекомендації UNESCO про збереження краси і характеру пейзажів та місцевостей
- Основні принципи відновлення пам'яток народної архітектури. — ПУ, 1984 р., № 2, с. 30 — 33[8].
- Реставрація пам'яток народного зодчества. — СИА, 1984 г., № 6, с. 27 — 28.[9]
- Збережемо історичні села. — ПУ, 1995 р., № 1, с. 70 — 72[10].
- Традиційне сільське середовище і методи охорони народної архітектурної спадщини. — ВІУ, 1996 р., т. 4, с. 15 — 16.[11].
- Традиційні млинарські споруди України: типологія, охорона та реставрація. — ПУ, 1998 р., № 3-4, с. 53 — 59, 23 іл.[12].